# Cyril Ngonge
Cyril Ngonge (* 26. května 2000) je belgický profesionální fotbalista, který hraje na pozici útočníka za italský klub SSC Neapol a belgický národní tým.

## Klubová kariéra
Ngonge je mládežnickým hráčem z Clubu Bruggy. Svůj seniorský debut si odbyl 2. prosince 2018 v Jupiler Pro League proti Standardu Lutych. Po 20 minutách nahradil Emmanuela Dennise.
Dne 1. září 2019 byl Ngonge zapůjčen do týmu Jong PSV na sezónu 2019/20.
Po svém návratu byl přímo prodán do nizozemského klubu Eredivisie RKC Waalwijk. Tam se ve své první sezóně vypracoval do základní sestavy a ve čtvrtém zápase vstřelil svůj první gól za klub, při remíze 2:2 s Feyenoordem.
Dne 19. ledna 2023 Ngonge přestoupil do italského klubu Serie A Hellas Verona FC.
Dne 19. ledna 2024 Ngonge podepsal smlouvu s dalším italským klubem Neapolí.

## Reprezentační kariéra
Ngonge debutoval za belgický národní tým 10. října 2024 v zápase Ligy národů UEFA proti Itálii na Stadio Olimpico. V 87. minutě při remíze 2:2 vystřídal Loïse Opendu.

## Osobní život
Ngongeho otec, Michel Ngonge, byl také profesionálním fotbalistou a reprezentoval národní tým Demokratické republiky Kongo.

## Statistiky

### Klubové
Platí k zápasu hranému 5. prosince 2024.
| Klub                 | Sezóna            | Liga               | Liga   | Liga | Národní pohár | Národní pohár | Kontinentální | Kontinentální | Ostatní | Ostatní | Celkově | Celkově |
| Klub                 | Sezóna            | Soutěž             | Zápasy | Góly | Zápasy        | Góly          | Zápasy        | Góly          | Zápasy  | Góly    | Zápasy  | Góly    |
| -------------------- | ----------------- | ------------------ | ------ | ---- | ------------- | ------------- | ------------- | ------------- | ------- | ------- | ------- | ------- |
| Club Bruggy          | 2018/19           | Jupiler Pro League | 4      | 0    | 0             | 0             | 1             | 0             | 0       | 0       | 5       | 0       |
| Jong PSV (hostování) | 2019/20           | Eerste Divisie     | 22     | 7    | –             | –             | –             | –             | –       | –       | 22      | 7       |
| PSV (hostování)      | 2019/20           | Eredivisie         | 0      | 0    | 0             | 0             | 0             | 0             | –       | –       | 0       | 0       |
| RKC Waalwijk         | 2020/21           | Eredivisie         | 20     | 5    | 1             | 0             | –             | –             | –       | –       | 21      | 5       |
| Groningen            | 2021/22           | Eredivisie         | 31     | 7    | 3             | 1             | –             | –             | –       | –       | 34      | 8       |
| Groningen            | 2022/23           | Eredivisie         | 12     | 3    | 1             | 0             | –             | –             | –       | –       | 13      | 3       |
| Groningen            | Celkově           | Celkově            | 43     | 10   | 4             | 1             | –             | –             | –       | –       | 47      | 11      |
| Hellas Verona        | 2022/23           | Serie A            | 14     | 3    | 0             | 0             | –             | –             | 1       | 2       | 15      | 5       |
| Hellas Verona        | 2023/24           | Serie A            | 19     | 6    | 2             | 0             | –             | –             | –       | –       | 21      | 6       |
| Hellas Verona        | Celkově           | Celkově            | 33     | 9    | 2             | 0             | –             | –             | 1       | 2       | 36      | 11      |
| Neapol               | 2023/24           | Serie A            | 13     | 1    | –             | –             | 1             | 0             | 0       | 0       | 14      | 1       |
| Neapol               | 2024/25           | Serie A            | 4      | 0    | 3             | 2             | –             | –             | –       | –       | 7       | 2       |
| Neapol               | Celkově           | Celkově            | 17     | 1    | 3             | 2             | 1             | 0             | 0       | 0       | 21      | 3       |
| Celkově v kariéře    | Celkově v kariéře | Celkově v kariéře  | 139    | 32   | 10            | 3             | 2             | 0             | 1       | 2       | 152     | 37      |

### Reprezentační
Platí k zápasu hranému 10. října 2024.
| Národní tým | Rok     | Zápasy | Góly |
| ----------- | ------- | ------ | ---- |
| Belgie      | 2024    | 1      | 0    |
| Celkově     | Celkově | 1      | 0    |

## Úspěchy
Individuální
- Gól sezóny Eredivisie: 2021/22
- Gól měsíce Serie A: prosinec 2023